# محمود الزبراماوي
محمود الزبراماوي (بالإنجليزية: Mahmoud Al-Zabramawi)‏ (مواليد 6 فبراير 1948) هو رياضي سعودي. شارك في منافسات رمي القرص رجال في أولمبياد صيف 1976.

## المشاركات

### الألعاب الأولمبية الصيفية
| العام             | المسابقة          | المكان            | المركز            | حدث               | ملاحظة                                |
| ينافس لـ السعودية | ينافس لـ السعودية | ينافس لـ السعودية | ينافس لـ السعودية | ينافس لـ السعودية | ينافس لـ السعودية                     |
| ----------------- | ----------------- | ----------------- | ----------------- | ----------------- | ------------------------------------- |
| 1976              | أولمبياد 1976     | مونتريال          | 29                | رمي القرص (رجال)  | 35.94 متر (الإقصاء من الدور التأهيلي) |

#### تفاصيل
| الترتيب | الترتيب النهائي | العداء                        | المحاولات | المحاولات | المحاولات | النتيجة   | ملاحظات |
| الترتيب | الترتيب النهائي | العداء                        | 1         | 2         | 3         | النتيجة   | ملاحظات |
| ------- | --------------- | ----------------------------- | --------- | --------- | --------- | --------- | ------- |
| 1       | 4               | أرماندو دي فينسنتيس (إيطاليا) | 62.26     | —         | —         | 62.26 متر |         |
| 2       | 8               | فيرينك تيجلا (المجر)          | 57.00     | 61.66     | —         | 61.66 متر |         |
| 3       | 10              | كنوت هيلتنس (النرويج)         | X         | 61.30     | —         | 61.30 متر |         |
| 4       | 12              | جوزيف سيلهافي (تشيكوسلوفاكيا) | 60.82     | —         | —         | 60.82 متر |         |
| 5       | 15              | يانوس فاراجو (المجر)          | 59.30     | 60.06     | —         | 60.06 متر |         |
| 6       | 16              | جوليان مورينسون (كوبا)        | 59.92     | 56.66     | 58.50     | 59.92 متر |         |
| 7       | 18              | ستانيسلاف ووودكو (بولندا)     | 57.56     | 57.84     | 59.42     | 59.42 متر |         |
| 8       | 22              | إيوسف ناجي (رومانيا)          | X         | X         | 57.28     | 57.28 متر |         |
| 9       | 23              | عين روست (كندا)               | 56.56     | X         | X         | 56.56 متر |         |
| 10      | 24              | بوريس شامبول (كندا)           | X         | 55.86     | X         | 55.86 متر |         |
| 11      | 25              | بيت تانكريد (بريطانيا العظمى) | 55.20     | X         | 55.50     | 55.50 متر |         |
| 12      | 26              | جوس شرودر (بلجيكا)            | X         | 54.04     | 54.80     | 54.80 متر |         |
| 13      | 27              | إبراهيما غيي (السنغال)        | 52.82     | X         | 52.76     | 52.82 متر |         |
| 14      | 28              | سلمان حسام (إيران)            | 52.40     | 50.40     | X         | 52.40 متر |         |
| 15      | 29              | محمود الزبراماوي (السعودية)   | 31.80     | 35.30     | 35.94     | 35.94 متر |         |

## روابط خارجية
- محمود الزبراماوي على موقع أوليمبيديا (الإنجليزية)